# Daniel T. Cahn
Daniel T. Cahn (* 11. Dezember 1957) ist ein US-amerikanischer Filmeditor.

## Leben
Daniel T. Cahn ist der Sohn des Filmeditors Dann Cahn (1923–2012). Sein Großvater Philip Cahn war ebenfalls als Editor tätig. Cahn selbst begann seine Laufbahn als Lehrling im Bereich Sound- und Musikeffekte, bevor er ab 1977 als Schnittassistent tätig war. Als solcher war er an den Fernsehserien Der Mann aus Atlantis und Project U.F.O. beteiligt und arbeitete Ende der 1970er Jahre mit dem Editor Michael Kahn zusammen. Die Arbeit an der Fernsehserie Cheers im Jahr 1982 bedeutete Cahns erste eigenständige Arbeit als Filmeditor. Bis heute war er überwiegend an Fernsehfilmen und -serien und mehr als 60 Produktionen beteiligt.
Cahn ist der derzeitige Präsident der Motion Picture Editors Guild, an deren Gründung sein Großvater beteiligt war.

## Filmografie (Auswahl)
- 1982: Cheers (Fernsehserie)
- 1988: Nitti – Der Bluthund (Frank Nitti: The Enforcer)
- 1988: Shootdown
- 1988: Die Tricks der Frauen (Tricks of the Trade)
- 1990: Die totale Gefahr (Project: Tin Men)
- 1991: Marine Fighter (The Human Shield)
- 1995: Darkman II – Durants Rückkehr (Darkman II – The Return of Durant)
- 1995: Invaders – Invasion aus dem Weltall (The Invaders)
- 1996: Darkman III – Das Experiment (Darkman III – Die Darkman Die)
- 2001: Der Todesengel aus der Tiefe (Mermaid Chronicles Part 1: She Creature)
- 2001: Teenage Caveman
- 2001: Tod auf Abruf (Determination of Death)
- 2006: The Path to 9/11 – Wege des Terrors (The Path to 9/11)
- 2011: L.A. Love Story (Dorfman In Love)
- 2012: Hollywood Heights (Fernsehserie)
- 2013: Schatten der Leidenschaft (The Young and the Restless, Fernsehserie)